# Welam Wervier

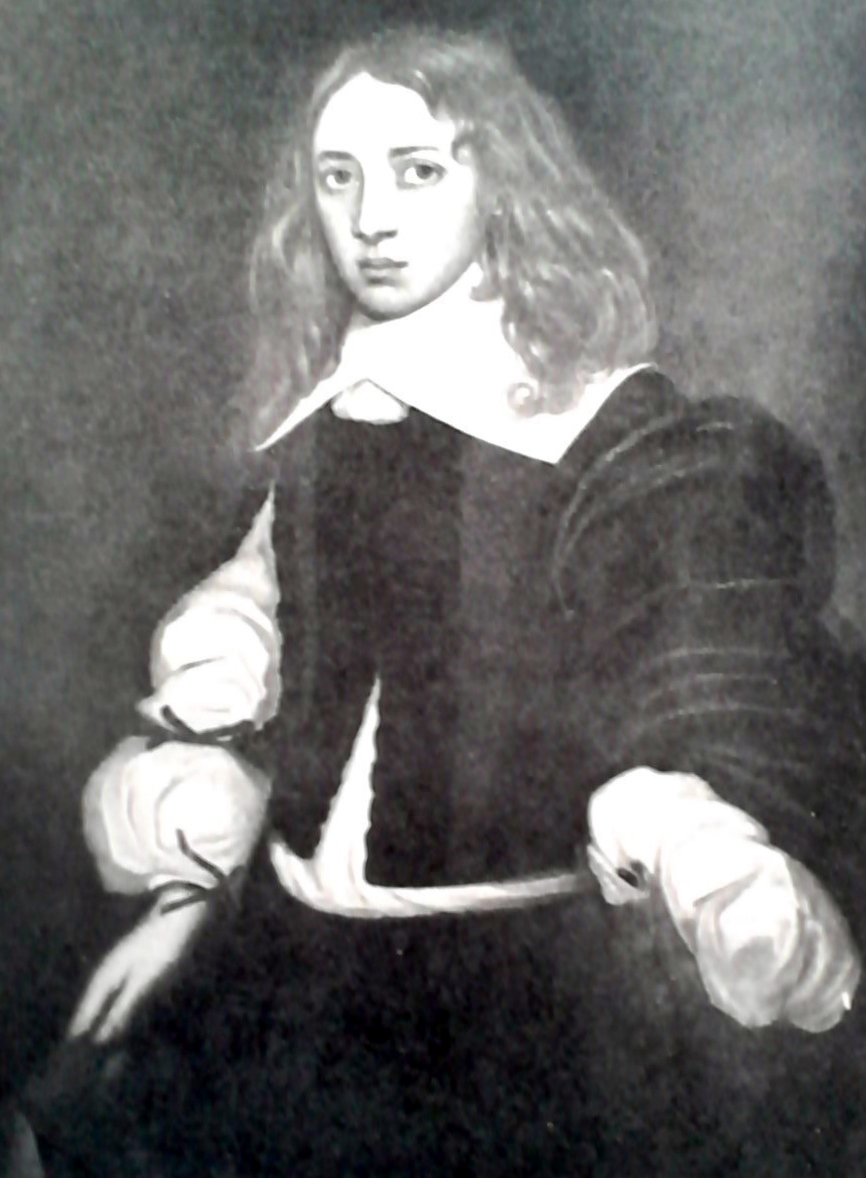
Welam Wervier, målning av okänd Nederländsk mästare

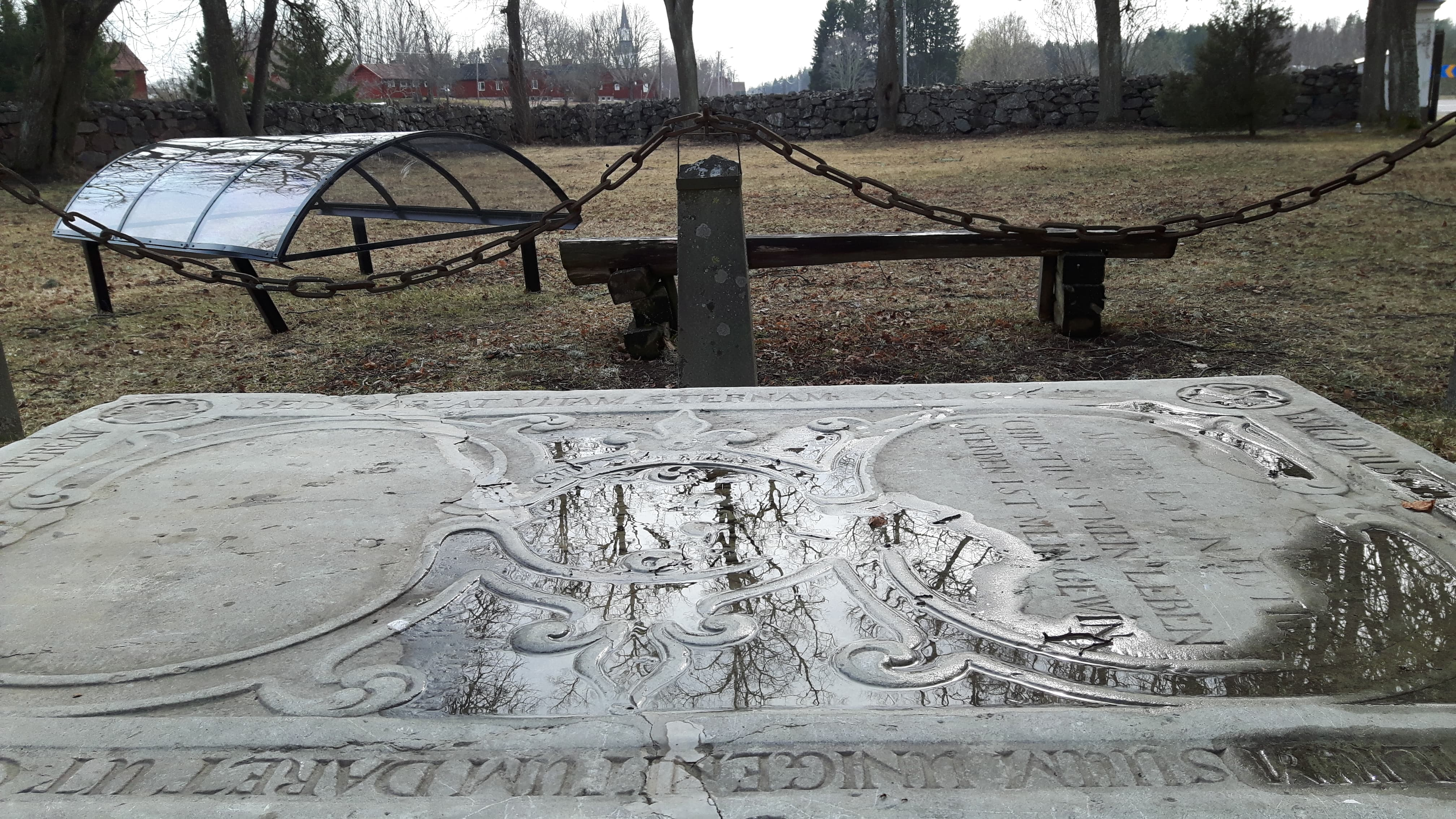
Werviers familjegrav och renässansgravsten är en av få lämningar från Västlands gamla kyrka som revs på 1850-talet.

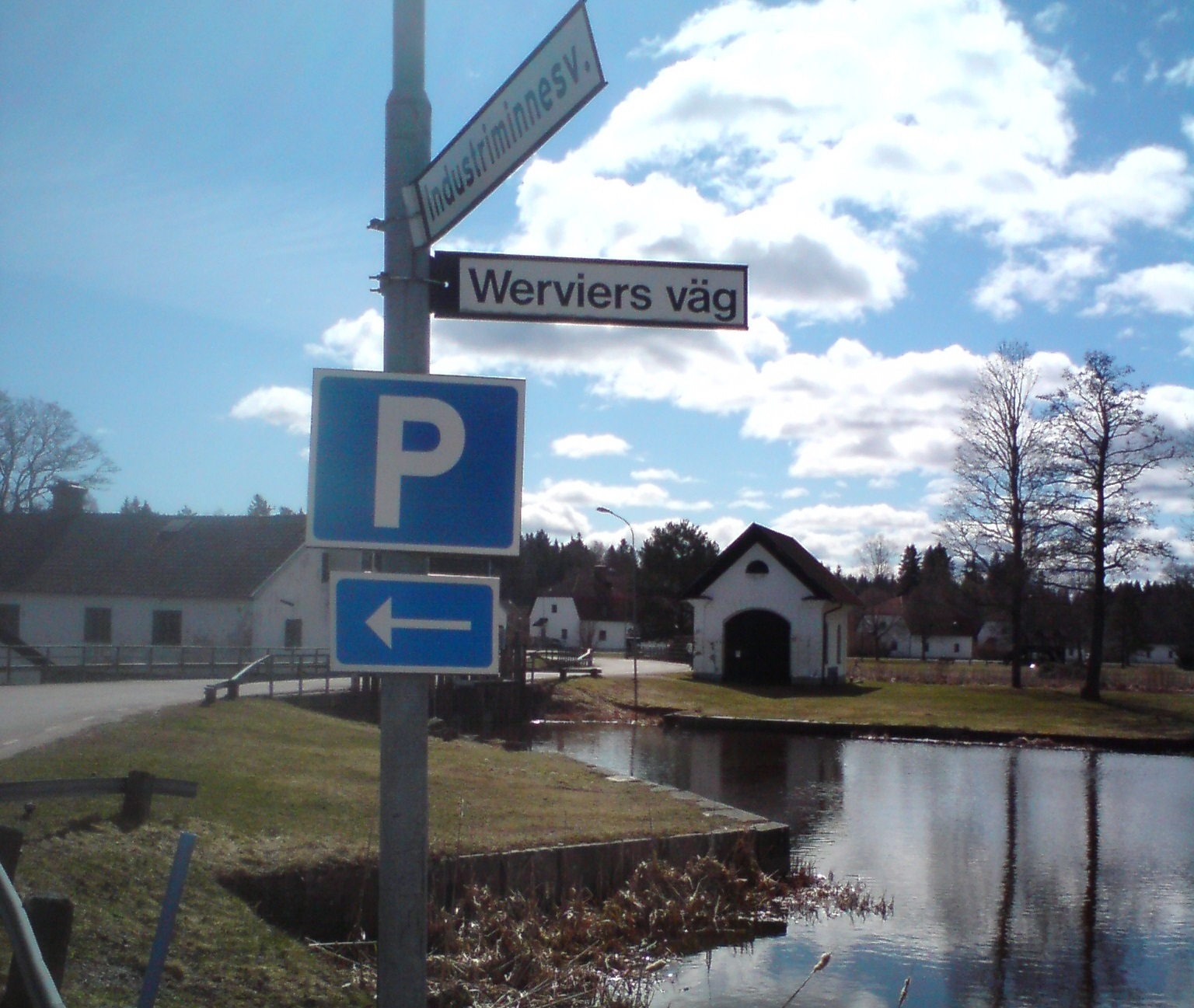
Werviers väg i Strömsbergs bruk.

Welam Wervier, död 1654, var en svensk (vallonsk) järnhandlare och bruksägare. Han arbetade som agent för svenska staten för att värva bruksfolk från Frankrike, Nederländerna och Tyskland till Sverige. Han är också känd som grundaren av Strömsbergs bruk.

## Början på karriären
Welam Wervier kom troligen till Sverige år 1618. Under åren 1621, 1622 och 1629 var han agent för den svenska staten och skulle anskaffa bruksfolk i Frankrike, Nederländerna och Tyskland. Wervier anlade år 1622 Kabida hammare tillsammans med likaledes flamländaren Peter Roschet och vallonen Gerard de Besche. Dessa tre fick 1624 tillsammans med tyskfödde Henrik Lemmens 1624 arrendera kronobruket Forsmark och Norrtälje gevärsfaktori. Den 6 oktober 1633 fick de fyra entreprenörerna ett kontrakt angående arrenderandet av kronobruket Wessland (Västlands bruk) i Uppland.

## Strömsbergs bruk
Det vallonska konsortiet delades upp år 1640 och Wervier tog ensam över Wesslands bruk. Samma år gjorde Wervier en anmälan till Bergskollegium om att få uppföra en fallhammare för utsmidande av muskötplåt vid Dorkarby (Strömsbergs bruk). Den 18 juni 1643 uppfördes där en masugn och hammare på "frantzösk manér" (vallonsmide). Wervier lade ner betydande summor på utvecklandet och utvidgningen av Wesslands och Strömsbergs bruk. Den 14 januari 1647 fick Wervier köpa loss Wesslands kronobruk mot erläggande av 1500 Rdr samt 600 daler silvermynt i årlig rekognition (kronarrende). Exporten av stångjärn från Wesslands bruk ökade från 653 skeppspund 1640 till 1500 skeppspund 1654. Wervier hade enligt sitt kontrakt skyldighet att leverera smide och muskötplåtar till gevärsfaktoriet i Söderhamn.

## Bostaden och familjen i Stockholm
Wervier var till yrket järnhandlare i Stockholm och var aldrig fast bosatt på något av sina bruk. Han var folkbokförd i Gamla stan i Stockholm och ägde där ett stenhus. Huset låg på Stora Nygatan 32 (dåvarande Nya Konungsgatan) och i Stockholms stads tänkebok från den 7 november 1649 läses: "Sist Uplästes et Kiöpebreff hwaruthi fordom referendarij Sahl. Sallmon Päderss Creditorer sällia och oplåtha Wellam Werviers ett steenhus wed Nya Konungszgatan belägitt för 5100 Rix:dr, Hållandes i längden ifrån Nya K. gatan och wester till Anders Larssons huus - 37 alnar, Uthi bredden på både ändarne emellan gränden som löper i Mälaren och M:r Casperss Glasmästares Huus 28 alnar".
I en anteckning i mantalslängden för Staden mellan broarna för år 1652 framgår att Werviers dotter Maria och svärsonen Johan Michael Röttlin med familj bodde i huset. Sonen hette Magnus Gabriel, förmodligen uppkallad efter Magnus Gabriel de la Gardie. Werviers svärson Johan f.1617 var sekreterare åt Magnus de la Gardie och följde med honom till Sverige. Efter Werviers död flyttade familjen till Wessland.

## Familjegraven
Welam Wervier dog 1654 och begravningsceremoni hölls 28 juli i Sankt Nicolai kyrka. Efter jordfästningen fördes Wervier till familjegraven i Wesslands gamla kyrka (Västlands kyrka). Graven som täcks av en rikt ornerad sten är kvar på ursprunglig plats, men spräcktes vid kyrkflytten på 1850-talet. Gravstenen har en längd av 2,36 m och en bredd av 1,55 m. Orneringen är gjord i typisk renässans.  I mitten på gravstenen syns Werviers och hans frus Maria Güthies vapen. I den runda omslutningen läses GUILLHELMUS VERVIR. MARIA VERVIR. Ovan och nedan dubbelvapnet finns kartuschinramade ovaler, varav den undre är så blanksliten att någon inskription inte är synlig, i den övre kan man läsa en inskription, som i översättning lyder: Till ---Gud. Att dö är att födas. Kristus är mitt liv döden min belöning. Längs stenens ytterkant finns en latinsk inskription, som i översättning lyder: Så älskade Gud världen, att han utgav sin ende son, på det att var och en, som tror på honom, inte ska förgås, utan få evigt liv. År 1647. Ornamenten i stenens hörn är en stilisering av den ros som ingår i Werviers vapen.

## Arvet efter Wervier
Till minne av Strömsbergs bruks grundare finns sedan några år tillbaka en väg uppkallad efter Welam Wervier, Werviers väg som börjar vid f d brukskontoret och går genom Strömsbergs herrgårdsområde. Ortens järnstämpel, med grundarens initialer, används idag i bland annat marknadsföringssammanhang.

## Fotnoter och källor
1. ↑  À ---DIEU . MOURIR EST NAITRE . CHRISTUS IST MEIN LEBEN STERBEN IST MEIN GEWINN.
2. ↑  SIC DEUS DILEXIT MUNDUM UT FILUM SUUM UNIGENITUM DARET UT OMNIS QUI CREDIT IN EUM NON PEREAT SED HABEANT VITAM AETERNAM. Ao 1647.

1. ↑  Malmberg, 1917

- Strömsbergs bruk, Malmberg, 1917
- Valloner - Järnets människor, Florén och Ternhag, 2004